# 新几内亚猪笼草
新几内亚猪笼草（学名：Nepenthes neoguineensis）原产于新几内亚，其亦得名于此。

## 植物学史
1828年，亚历山大·兹皮里斯（Alexander Zipelius）在新几内亚海神湾（Triton Bay）首先采集到了新几内亚猪笼草的标本。杰拉德·马蒂纳斯·费斯泰赫（Gerard Martinus Versteeg）在1907年6月19日和9月25日采集了两份标本。此外，克努兹·盖勒鲁普（Knud Gjellerup）还在1910年5月10日也采集了一份标本。
赫尔曼·齐普尔（Hermann Zippel）在1900年曾将新几内亚猪笼草命名为“Nepenthes leptoptera”。但是这个名字并没有被广泛的使用，其仅出现在存放于荷兰国家植物标本馆的“HLB.908.154-597”号标本上。其采集于新几内亚。
约翰·缪尔黑德·麦克法兰的描述基于“Versteeg 1746”号雌性标本，其由雌性植株组成。
1916年，亨利·尼古拉斯·里德利在进行描述时，相信其基于的是一份新几内亚猪笼草的雄性植株。但在B·H·丹瑟的开创性专著《荷属东印度群岛的猪笼草科植物》中提到该标本实为与新几内亚猪笼草近缘的巴布亚猪笼草（N. papuana）。

## 形态特征

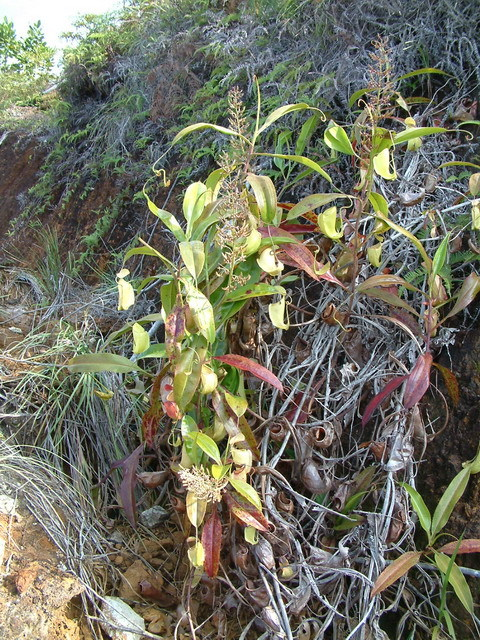
带花序的新几内亚猪笼草的攀援茎

新几内亚猪笼草为藤本植物。茎的直径可达6毫米，为圆柱形至具钝棱角，特别是节间距的上半部。节间距可长达4厘米。
新几内亚猪笼草的叶片纸质，具柄，披针形，可长达25厘米，宽至4.5厘米。叶尖急尖，叶基渐狭。中脉的两侧各有3至4条纵脉。中脉附近有明显的羽状脉，叶缘附近具网状脉。笼蔓直径可达4毫米，约与叶片同长度。
新几内亚猪笼草上位笼与笼蔓的衔接处会形成一个弯曲，直径7至23毫米。上位笼的下半部通常为漏斗形，偶尔下五分之二为葫芦形，笼口处扩大。腹面具一对不宽于8毫米的笼翼。笼口倾斜，基部渐尖。唇为圆柱形，平展，可宽达1.5毫米。上位笼内表面的下三分之一覆满了腺体，平均每平方厘米700至900个。笼盖为近圆形、截形或基部为略呈心形。笼盖下表面具火山口状的圆形蜜腺，靠近中部的蜜腺较大。笼盖基部的后方具一根不分叉的笼蔓尾，不长于3毫米。

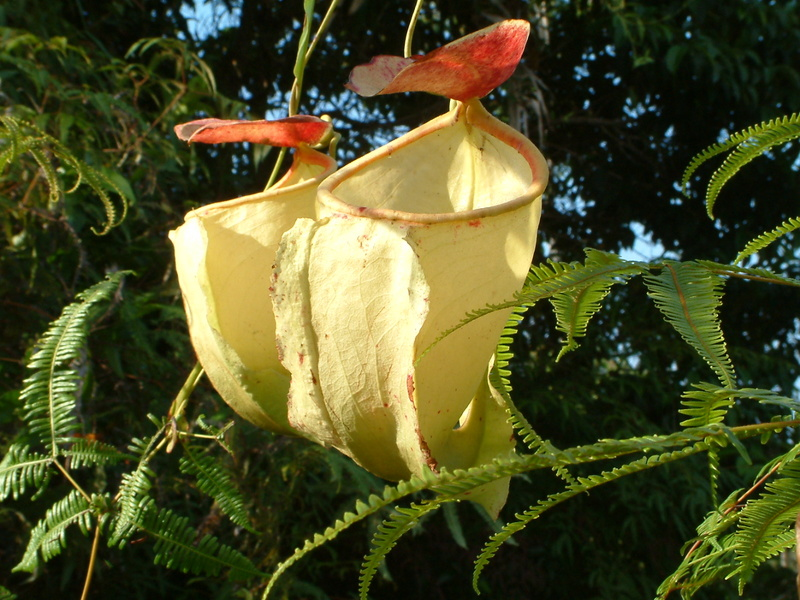
新几内亚猪笼草的上位笼

新几内亚猪笼草的雄性花序为长圆柱形的圆锥花序。总花梗可长达12厘米，宽至4毫米。花序轴可长达44厘米。花梗无苞片带一朵花，长度约55毫米。花被片为圆形至椭圆形，长约4毫米。雄蕊包括花药在内长约4毫米。雌性花序为圆锥状的总状花序。总花梗可长达15厘米，宽至2.5毫米。花序轴可长达20厘米。花梗无苞片带1至3朵花，长约35毫米。被片为长圆形至披针形，长约4毫米。子房无柄。
新几内亚猪笼草披被着非常稀疏的毛被。叶片和茎几乎无毛。发育中的笼蔓具密集的粗毛，成熟后仅于与捕虫笼衔接处具毛被，其他部分的毛被脱落。捕虫笼在发育时有茂密且易脱落的星状毛被，但笼蔓尾上的毛被例外，其毛被不易脱落。花序上有密集的白色或褐色的星状短毛。花梗、苞片和雌蕊有密集的星状至绒毛状毛被。
新几内亚猪笼草的下位笼的颜色为淡绿色至暗紫色。上位笼一般为黄绿色，唇通常为黑色，笼盖为鲜红色。干燥标本为暗褐色。

## 生态关系

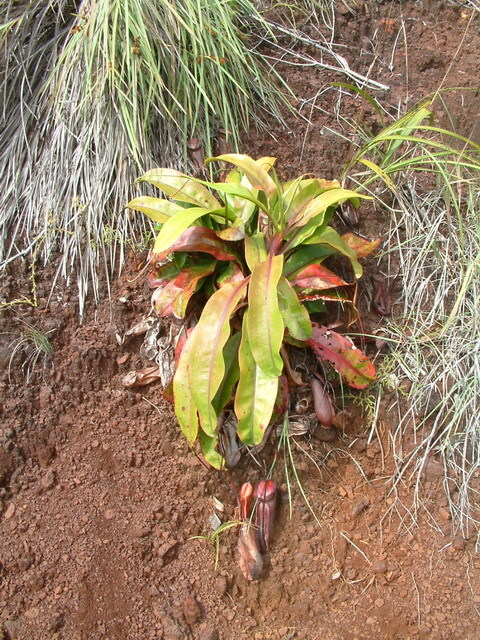
着生于粘土中的新几内亚猪笼草

新几内亚猪笼草原产于新几内亚及當特爾卡斯托群島附近，也可能存在于米蘇爾島。其广泛分布于整个新几内亚岛，并存在于巴布亚新几内亚和印度尼西亚西新几内亚的部分岛屿。新几内亚猪笼草已列入《2006年世界自然保护联盟濒危物种红色名录》中，保护状况为无危。
新几内亚猪笼草常生长于河边、石滩和山脊，少数出现于开阔的草地或森林中。其海拔分布广泛，存在于0至900米或1400米处。
在野外，新几内亚猪笼草常与苹果猪笼草（N. ampullaria）和大猪笼草（N. maxima）同域分布。

## 相关物种
B·H·丹瑟认为产自苏拉威西的托莫里猪笼草（N. tomoriana）和产自斯里兰卡的滴液猪笼草（N. distillatoria）与新几内亚猪笼草之间存在着密切的近缘关系。他还指出：“新几内亚猪笼草与巴布亚猪笼草的营养组织十分的相似，只因为生殖组织上的一些不同，才促使我将其建立为一个新物种。”
它们的区别在于，巴布亚猪笼草的花序为典型的总状花序，而新几内亚猪笼草的更类似于圆锥花序。此外，巴布亚猪笼草的花梗通常只有一朵花，而新几内亚猪笼草的最多可有4朵花。
而在营养组织上，巴布亚猪笼草叶片的纵脉明显但羽状脉不明显，而新几内亚猪笼草恰好相反。巴布亚猪笼草叶片上的毛被比新几内亚猪笼草密集。巴布亚猪笼草上位笼的笼翼不如新几内亚猪笼草发达，且间距较小。
基于花序结构，有人认为，新几内亚猪笼草是相对较原始的猪笼草类群，其中还包括了滴液猪笼草和伯威尔猪笼草（N. pervillei）。

## 自然杂交种
新几内亚猪笼草的分布范围很宽广，已发现了其与苹果猪笼草和大猪笼草（N. maxima）的自然杂交种。它们表现为其亲本的中间型。

## 扩展阅读
- 原生地中的新几内亚猪笼草 （页面存档备份，存于）
- 食虫植物照片搜寻引擎中新几内亚猪笼草的照片 （页面存档备份，存于）

 维基共享资源上的相關多媒體資源：新几内亚猪笼草
 維基物種上的相關：新几内亚猪笼草